# Heteralex microneata
Heteralex microneata là một loài bướm đêm trong họ Geometridae.